# ロジェ (メーヌ伯)
ロジェ・デュ・メーヌ（Roger du Maine、生年不詳 - 900年ごろ）は、メーヌ伯（在位：886年 - 893年、895年 - 900年）。ユゴン家（ユゴニド家）と呼ばれる第二メーヌ伯家の家祖である。

## 生涯
同時代の文書にはロジェの家系は記載されていない。語源学的考察によると、ロジェは8世紀初頭のル・マン伯ロジェの子孫であり、したがってロベール家の血筋である可能性がある。もしそうであるとすれば、メーヌ伯領をめぐって争ったロルゴン家と同じ家系出身であったことになる。セッティパニは、このロジェを892年に「叔父」であるブールジュ伯ユーグの支援に介入したロジェ伯と同一人物と同定し、このユーグが母方の叔父であったと示唆している。一方で、ユーグとロジェという名前はラン伯との関連が考えられ、ブールジュ伯ユーグの甥はラン伯ロジェ1世とする見方もある。
ロジェは西フランク王シャルル禿頭王の娘ロティルドと結婚しており、王族と近しい関係にあった。 885年、ネウストリア辺境伯兼メーヌ伯ラゲノルドがノルマン人に殺害された。生き残ったロルゴン家は10代の若者で、フランク王カール3世はネウストリア辺境領を自身の支持者である東フランケン公ハインリヒに、メーヌ伯領をロジェに委ねることを望んだ。その結果、ロルゴン家はロベール家と同盟を結び、ウードが西フランク王位に就くと、ロジェは893年にル・マンから追放され、ロルゴン家のゴズラン2世に取って代わられた。ロジェは895年にメーヌ伯に復位したが、臣下と教会に対して特に暴力的であり、ル・マン司教の不満を招いた。ロジェはその後まもなく死去した。

## 子女
ロジャーは、西フランク王シャルル禿頭王とリシルド・ド・プロヴァンスの娘であるロティルドと結婚した。二人の間には、以下の子女が生まれた。
- ユーグ1世（933年没） - メーヌ伯[3]
- ジュディット - 917年頃、フランク公ユーグ大公と結婚[注釈 1]

また、937年から965年までブシエール＝オー＝ダム女子修道院長を務めたロティルドもロジェの娘とも考えられている。